# Kozhantshikovia
Kozhantshikovia é um gênero de mariposa pertencente à família Acrolophidae.